# Театральная улица (Сочи)
Театра́льная у́лица — улица в старой части Центрального района города Сочи, Краснодарский край, Россия.

## Расположение
Расположена на первой террасе высокого берега Чёрного моря, между улицами Черноморской, Приморской и Кубанской. Выход к морю заканчивается широкой Театральной площадью. Театральная улица отличается высокой стоимостью земли и недвижимости.

## История
Улица старого интеллигентского района Сочи сформировалась во второй половине XIX века, ранее называлась Пограничной. В советское время переименована в Театральную — по построенному на ней в 1937 году Зимнему театру.

## Достопримечательности
- № 6 — бывший магазин удельного ведомства графа Г. Ф. Успенского (жилой, сохранился)
- Гостиница «Калифорния» (между домом Успенского и Зимним театром, не сохранился)

## Улица пересекает
- Улица Орджоникидзе
- Курортный проспект
- Нагорная улица